# British Academy Television Awards de 2015
As indicações ao 61º Prêmios da Academia Britânica de Televisão (ou British Academy Television Awards de 2015) foram anunciadas em 8 de abril de 2015. Os vencedores foram revelados em uma cerimônia realizada no dia 10 de maio de 2015 apresentada por Graham Norton.

## Vencedores e indicados
Os vencedores estão em negrito.
| Melhor Ator | Melhor Atriz |
| --- | --- |
| - Jason Watkins – The Lost Honour of Christopher Jefferies como Christopher Jefferies (ITV) - Benedict Cumberbatch – Sherlock como Sherlock Holmes (BBC One) - Toby Jones – Marvellous como Neil Baldwin (BBC Two) - James Nesbitt – The Missing como Tony Hughes (BBC One) | - Georgina Campbell – Murdered by My Boyfriend como Ashley Jones (BBC Three) - Keeley Hawes – Line of Duty como Lindsay Denton (BBC Two) - Sarah Lancashire – Happy Valley como Catherine Cawood (BBC One) - Sheridan Smith – Cilla como Cilla Black (ITV) |
| Melhor Ator Coadjuvante | Melhor Atriz Coadjuvante |
| - Stephen Rea – The Honourable Woman como Sir Hugh Hayden-Hoyle (BBC Two) - Adeel Akhtar – Utopia como Wilson Wilson (Channel 4) - James Norton – Happy Valley como Tommy Lee Royce (BBC One) - Ken Stott – [The Missing como Ian Garrett (BBC One)                         | - Gemma Jones – Marvellous como Mary Baldwin (BBC Two) - Vicky McClure – Line of Duty como Kate Fleming (BBC Two) - Amanda Redman – Tommy Cooper: Not Like That, Like This as Gwen Cooper (ITV) - Charlotte Spencer – Glue as Tina Fallon (E4)             |
| Melhor Ator de Comédia | Melhor Atriz de Comédia |
| - Matt Berry – Toast of London como Steven Toast (Channel 4) - Hugh Bonneville – W1A como Ian Fletcher (BBC Two) - Tom Hollander – Rev. como Alex Smallbone (BBC Two) - Brendan O'Carroll – Mrs. Brown's Boys : The Christmas Special como Agnes Brown (BBC One)            | - Jessica Hynes – W1A como Siobhan Sharpe (BBC Two) - Olivia Colman – Rev. como Alex Smallbone (BBC Two) - Tamsin Greig – Episodes como Beverly Lincoln (BBC Two) - Catherine Tate – Catherine Tate's Nan como Joannie "Nan" Taylor (BBC One)              |
| Melhor Performance de Entretenimento | Melhor Drama Único |
| - Ant & Dec – Ant & Dec's Saturday Night Takeaway (ITV) - Leigh Francis – Celebrity Juice (ITV2) - Graham Norton – The Graham Norton Show (BBC One) - Claudia Winkleman – Strictly Come Dancing (BBC One)                                                                   | - Marvellous (BBC Two) - A Poet in New York (BBC Two) - Common (BBC One) - Murdered by My Boyfriend (BBC Three) |
| Melhor Minissérie | Melhor Série Dramática |
| - The Lost Honour of Christopher Jefferies (ITV) - Cilla (ITV) - Our World War (BBC Three) - Prey (ITV) | - Happy Valley (BBC One) - Line of Duty (BBC Two) - The Missing (BBC One) - Peaky Blinders (BBC Two) |
| Melhor Novela ou Drama Continuado | Melhor Programa Internacional |
| - Coronation Street (ITV) - Casualty (BBC One) - EastEnders (BBC One) - Hollyoaks (Channel 4) | - True Detective (HBO/Sky Atlantic) - The Good Wife (CBS/More4) - House of Cards (Netflix) - Orange is the New Black (Netflix) |
| Melhor Série ou Segmento Factual | Melhor Especialista em Fatos |
| - Life and Death Row (BBC Three) - 15,000 Kids and Counting (Channel 4) - Educating the East End (Channel 4) - Protecting Our Parents (BBC Two) | - Grayson Perry: Who Are You? (Channel 4) - David Attenborough's Conquest of the Skies 3D (SKY 3D) - The Great War: The People's Story (ITV) - Our Gay Wedding: The Musical (Channel 4)                                                                    |
| Melhor Documentário | Melhor Participação |
| - The Paedophile Hunter (Channel 4) - Baby P: The Untold Story (BBC One) - Children of Syria (BBC Two) - The Miners Strike and Me (ITV) | - Grand Designs (Channel 4) - George Clarke's Amazing Spaces (Channel 4) - The Great British Bake Off (BBC One) - Long Lost Family (ITV) |
| Melhor Reality e Fato Criado | Melhores Assuntos Atuais |
| - The Island with Bear Grylls (Channel 4) - The Apprentice (BBC One) - I'm a Celebrity...Get Me Out of Here! (ITV) - The Undateables (Channel 4) | - Children on the Frontline (Dispatches) (Channel 4) - Ebola Frontline (Panorama) (BBC One) - Inside Kenya's Death Squads (Al Jazeera Investigates) (Al Jazeera English) - Terror at the Mall (This World) (BBC Two)                                       |
| Melhor Cobertura Jornalística | Melhor Esporte e Evento Ao Vivo |
| - Sky News Live at Five: Ebola (Sky News) - BBC News at Ten (BBC News/BBC One) - Channel 4 News - Inside Gaza: Children Under Fire (Channel 4) - ITV News at Ten - Iraq Crisis (ITV)                                                                                        | - WW1 Remembered - From the Battlefield & Westminster Abbey (BBC Two) - 2014 FA Cup Semi-Final: Hull City vs. Sheffield United (BT Sport 1) - Monty Python Live (Mostly) (Gold) - 2014 Tour de France: Stage 1 (ITV)                                       |
| Melhor Programa de Entretenimento | Melhor Comédia Roteirizada |
| - Ant & Dec's Saturday Night Takeaway (ITV) - Dynamo: Magician Impossible (Watch) - Strictly Come Dancing (BBC One) - The Voice (BBC One) | - Detectorists (BBC Four) - Harry & Paul's Story Of The Twos (BBC Two) - Moone Boy (Sky One) - The Wrong Mans (BBC Two) |
| Melhor Comédia (Programa ou Série) | Prêmio do Público Radio Times |
| - The Graham Norton Show (BBC One) - Charlie Brooker's Weekly Wipe (BBC Two) - Stewart Lee's Comedy Vehicle (BBC Two) - Would I Lie to You? (BBC One) | - Sherlock (BBC One) - Cilla (ITV) - EastEnders (BBC One) - Game of Thrones (HBO/Sky Atlantic) - The Great British Bake Off (BBC One) - The Missing (BBC One) - Strictly Come Dancing (BBC One)                                                            |
| BAFTA Fellowship | Prêmio BAFTA Special |
| - Jon Snow | - Clive James - Jeff Pope |